# Lendvay Sándor
Lendvay Sándor, 1882-ig London, névváltozata: Lendvai (Ungvár, 1857. március 18. – Budapest, 1916. július 4.) újságíró, lapszerkesztő, közgazdász, szakíró.

## Élete
London Miksa esztergályos és Philipovics Pepi gyermekeként született, izraelita vallású. Középiskoláit szülővárosában és Kassán végezte. 1874-től a Budapesti Tudományegyetem bölcsészeti és jogi karán tanult. Már egyetemista korában írt a Budapest című napilapba. 1877-től a Pester Journal belső munkatársa volt, ahonnan a Pesti Napló közgazdasági rovatához szerződött és a lapnál dolgozott 1878 és 1886 között. 1886-tól 1893-ig a Nemzet közgazdasági rovatát vezette. 1894-ben megalapította a Pénzügyi Hírlapot s azt szerkesztette. Közben közgazdasági rovatvezetője volt Mikszáth Országos Hírlapjának is. Számos közgazdasági tanulmánya jelent meg szakfolyóiratokban. Az Otthon írók és Hírlapírók Körének pénztári ellenőre, illetve a Magyarországi Hírlapírók Nyugdíjintézetének felügyelőbizottsági tagja volt.
A Kozma utcai izraelita temetőben helyezték végső nyugalomra (9-13-24). A ravatalnál Weisz rabbi mondott beszédet, majd Kóbor Tamás búcsúztatta el.

## Családja
Házastársa Weisz Márk ügynök és Fürstmann Teréz lánya, Weisz Júlia (1865–1939) volt, akit 1885. november 1-jén Budapesten vett nőül.
Gyermekei
- Lendvai Ilona (Budapest, 1882. augusztus 12. – Budapest, 1944. január 14.). Férje Ákos Gerzson Géza (1878–1936) állami vasgyári hivatalnok.
- Lendvai Miklós (Budapest, 1890. április 22. – ?) hírlapíró, a Pesti Hírlap belső munkatársa. Felesége Spitzer Stefánia (1919-ig.)
- Lendvai Margit (Budapest, 1893. augusztus 27. – 1969.). Férje Cristofoli Hermenegild István (1891–?)
- Lendvai Erzsébet (Budapest, 1899. szeptember 29. – ?). Férje Róbert Simon (1888–1932) magánhivatalnok.

## Művei
- Tőzsdei értékpapírok (I. kötet. Budapest, 1896., II. kötete 1899. (Félegyházy Ágostonnal együtt)